# Gnophos shantungensis
Gnophos shantungensis là một loài bướm đêm trong họ Geometridae.